# Pleading
Pleading (Supplica) è una poesia scritta da Arthur L. Salmon e messa in musica dal compositore inglese Edward Elgar nel 1908, come sua Op. 48.

## Storia
Questa è una delle canzoni più popolari di Elgar. Elgar era tornato a casa alla fine di settembre del 1908, sentendosi depresso dopo aver portato la partitura della sua Prima Sinfonia agli editori. Arthur Salmon gli aveva inviato un libro di poesie e la solitudine espressa in "Supplica" si adattava al suo umore. Terminò la canzone entro una settimana e aggiunse l'orchestrazione il mese successivo. Scrisse la canzone e la dedicò alla sua grande amica Lady Maud Warrender.
Fu pubblicata da Novello & Co., con un numero di Op. 48 n. 1 di Elgar, come se fosse stato programmato un gruppo di canzoni per Lady Maud Warrender, ma non si sa di un'altra o altre canzoni riferite all'Op. 48.

## Versi
PLEADING
Home in the dusk, and speak to me again?
Tell me the stories that I am forgetting,
Quicken my hopes, and recompense my pain?
Will you come homeward from the hills of Dreamland?
I have grown weary, though I wait for you yet;
Watching the fallen leaf, the faith grown fainter,
The memory smoulder’d to a dull regret.
Shall the remembrance die in dim forgetting–
All the fond light that glorified my way?
Will you come homeward from the hills of Dreamland,
Home in the dusk, and turn my night to day?»
A casa al tramonto, e mi parlerai di nuovo?
A raccontami le storie che sto dimenticando,
Ad accelerare le mie speranze e ricompensare il mio dolore?
Verrai a casa dalle colline di Dreamland?
Mi sono stancato, anche se ti aspetto ancora;
Guardando la foglia caduta, la fede divenne più debole,
Il ricordo si affievolì a un sordo rimpianto.
Il ricordo morirà nell'oscuro dimenticare -
Tutta la luce affettuosa che ha glorificato la mia strada?
Verrai a casa dalle colline di Dreamland,
A casa al tramonto, e trasformare la mia notte in giorno?»

## Incisioni
- Songs and Piano Music by Edward Elgar contiene "Pleading" eseguita da Mark Wilde (tenore), con David Owen Norris (piano).
- Elgar: Complete Songs for Voice & Piano Amanda Roocroft (soprano), Reinild Mees (piano)
- Elgar: The Collector's Edition, CD 29 Robert Tear (tenore), City of Birmingham Symphony Orchestra, Vernon Handley (direttore)
- The Songs of Edward Elgar SOMM CD 220 Catherine Wyn-Rogers (soprano) con Malcolm Martineau (piano), al Southlands College, Londra, aprile 1999